# ファウスト・ロッシ
ファウスト・ロッシ（Fausto Rossi、1990年12月3日 - ）は、イタリア・ピエモンテ州トリノ出身のサッカー選手。ACレッジャーナ1919所属。ポジションはMF。

## 経歴
ユヴェントスFCの下部組織出身。2010年6月に共同保有でセリエBのヴィチェンツァ・カルチョに移籍。2012年1月にユヴェントスがヴィチェンツァから保有権の半分を買い戻し、セリエBのブレシア・カルチョへレンタル移籍した。
2013年8月28日、レアル・バリャドリードへのレンタル移籍が決定。
2014年7月31日、コルドバCFにレンタル移籍した。

## タイトル
クラブ
ユヴェントスFC
- スーペルコッパ・イタリアーナ 2013